# Jaime Belmonte
Jaime Belmonte, teljes nevén Jaime Belmonte Magdaleno (Mexikóváros, 1931. február 6. – 2009. január 21.) mexikói válogatott labdarúgó, csatár.

## Pályafutása
Belmonte karrierje két csapathoz kötődik. Első négy évét a CD Cuautla csapatában töltötte, ahol nyolcvankilenc összecsapáson lépett pályára. Arról, hogy hány gólt szerzett, nincs információ. 1959-ben az Irapuatóhoz szerződött, ahol játékosévei legsikeresebb időszakát töltötte. Itt több, mint háromszáz bajnoki lépett pályára, és 125 (más források szerint 103) góljával a klub történetének második legeredményesebb góllövője.
Népszerűségét jól mutatja, hogy halála után három évvel, 2012-ben szobrot emeltek a tiszteletére az Irapuato stadionja előtt. Halálát egyébként 2009 januárjában a rák okozta.
A válogatottban 1957 és 1966 között összesen hét meccsen szerepelhetett, melyeken két gólt szerzett. Pályára lépett az 1958-as világbajnokságon is, sőt, Wales ellen pontot érő gólt szerzett az 1–1-re végződő találkozón, ami után elnevezték „a solnai hős”-nek.